# Johansholm (Sottunga, Åland)
Johansholm med Mörholm är en ö i Åland (Finland). Den ligger i Skärgårdshavet och i kommunen Sottunga i landskapet Åland, i den sydvästra delen av landet. Ön ligger omkring 48 kilometer öster om Mariehamn och omkring 230 kilometer väster om Helsingfors.
Öns area är 11 hektar och dess största längd är 0,6 kilometer i öst-västlig riktning. Ön höjer sig omkring 10 meter över havsytan.

## Delöar och uddar
- Johansholm 60°03′49″N 20°48′52″Ö / 60.0636°N 20.81446°Ö
- Mörholm 60°03′46″N 20°49′15″Ö / 60.06274°N 20.82095°Ö